# Valloria (Prelà)
Valloria (Valloria Marittima dal 1862 al 1928) è una frazione di 34 abitanti del comune di Prelà, in provincia di Imperia. Fino al 1928 fu comune autonomo.

## Storia
Il toponimo Valloria deriverebbe dalla sua posizione geografica: posto presso un pendio del versante orografico della cosiddetta "Vallis Aurea". 
Il territorio, così come l'odierno capoluogo comunale di Prelà, fu un antico possedimento dei vescovi di Albenga. Nel corso del XII secolo, così come altri centri vicini della valle del Maro e del Prino, fu assoggettato ai marchesi di Clavesana e successivamente ai conti di Ventimiglia (1233); quest'ultimi erano già gli organi preposti alla riscossione delle decime per conto del clero ingauno.
Il territorio di Valloria fu compreso poi nella castellania di Pietralata Inferiore - con centro a Costiolo - che passò all'amministrazione dei Grimaldi alla famiglia Doria (in particolare ad Antonio e Raffaele Doria) dopo la vendita dei primi tra il 1333 e il 1337. Unita alla castellania di Pietralata Superiore, la proprietà passò poi ai fratelli Ceva, a Giacomo Doria e ancora al conte Tebaldo Lascaris di Ventimiglia; con l'acquisto nel 1579 da parte del duca Emanuele Filiberto di Savoia, tutto il territorio di Prelà e borghi annessi fu assoggettato al Ducato di Savoia e, con il successivo Regno di Sardegna, dal 1723 compreso nella provincia di Oneglia.
Con la dominazione napoleonica Valloria si costituì in municipalità che fu compresa dal 1801 tra i confini della Repubblica Ligure inserendosi nel cantone degli Ulivi della giurisdizione degli Ulivi (capoluogo Oneglia e Porto Maurizio come capo cantone). Dal 1805 al 1814 con il Primo Impero francese, tra accorpamenti municipali e nuove modifiche, tutto il territorio fu inserito sotto il cantone di Oneglia del Dipartimento di Montenotte. Alla caduta di Napoleone, il congresso di Vienna del 1814 stabilì l'annessione nel Regno di Sardegna che inquadrò questa parte del territorio nella provincia di Oneglia; nel 1818 rientrò nel mandamento di Prelà della provincia di Oneglia, nella divisione di Nizza. Con il passaggio nel successivo Regno d'Italia, dal 1859 al 1926 il comune di Valloria Marittima (il cambio di denominazione avvenne nel 1862 per regio decreto) fu compreso nel III mandamento di Dolcedo del circondario di Porto Maurizio facente parte della provincia di Nizza (poi provincia di Porto Maurizio e, dal 1923, di Imperia).
Il regio decreto del 1928 sancì la soppressione del comune di Valloria Marittima e l'unione, come frazione, al territorio comunale di Prelà.

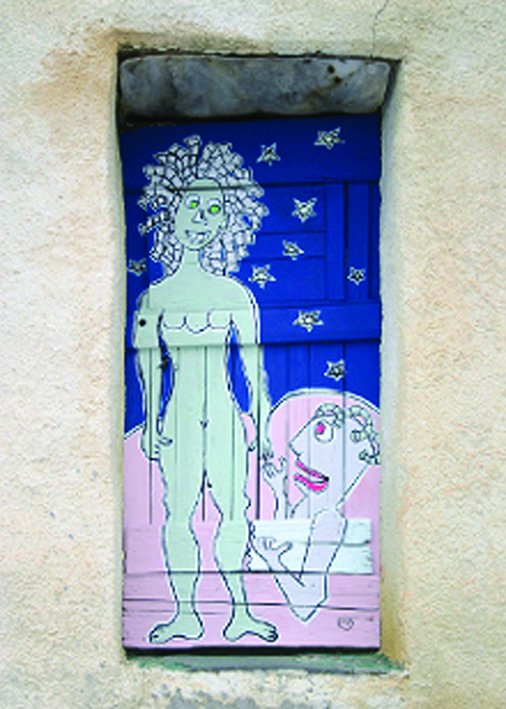
Porta dipinta da Filippo Biagioli a Valloria

Intorno agli anni Novanta del XX secolo un'iniziativa di una locale associazione - gli Amici di Valloria - con lo scopo di far rinascere il borgo storico ha portato nel paese valenti artisti contemporanei (tra cui Filippo Biagioli) che, con tema libero e legati all'ambiente, hanno realizzato l'iniziale decorazione pittorica di circa 70 porte delle case di Valloria; attualmente, tra porte e portoni, sono circa 150 gli infissi decorati, mentre alcune sono ancora in fase di restauro.

## Monumenti e luoghi d'interesse

### Architetture religiose
- Chiesa parrocchiale dei Santi Gervasio e Protasio. Il primo impianto risale al XV secolo[1], ma la struttura fu rivista nello stile architettonico barocco da Angelo Battarello nel 1689[1]. Nell'interno si conserva il polittico della Madonna con i santi Pietro e Paolo, con gli scomparti superiori di san Giovanni Battista, della Pietà e di san Bernardo di Mentone, realizzato dai pittori Agostino da Casanova e Stefano Adrechi (probabilmente suo maestro) nel 1523[1].
- Ex oratorio di Santa Croce, ora trasformato nel museo delle cose dimenticate.
- Chiesa di San Giuseppe, eretta in stile barocco su un poggio soprastante la frazione.
- Chiesette campestri di San Mauro e della Madonna del Tuvo.

## Economia
L'economia del paese è legata principalmente all'agricoltura, specialmente all'olivicoltura.